# Carmen (Bohol)
Carmen è una municipalità di seconda classe delle Filippine, situata nella Provincia di Bohol, nella Regione del Visayas Centrale. È una delle località dove si trovano le Colline di Cioccolato.
Carmen è formata da 29 baranggay.
- Alegria
- Bicao
- Buenavista
- Buenos Aires
- Calatrava
- El Progreso
- El Salvador
- Guadalupe
- Katipunan
- La Libertad
- La Paz
- La Salvacion
- La Victoria
- Matin-ao
- Montehermoso
- Montesuerte
- Montesunting
- Montevideo
- Nueva Fuerza
- Nueva Vida Este
- Nueva Vida Norte
- Nueva Vida Sur
- Poblacion Norte
- Poblacion Sur
- Tambo-an
- Vallehermoso
- Villaflor
- Villafuerte
- Villarcayo